# Corintia
Corintia (greacă Κορινθία) este zona din jurul orașului Corint și a istmului cu același nume. Actualmente este o prefectură greacă, în periferia Peloponez. Reședința sa este Corint. 

## Municipalități și comunități
| Municipalitate     | Cod YPES | Reședință (dacă e diferită) | Cod poștal |
| ------------------ | -------- | --------------------------- | ---------- |
| Agioi Theodoroi    | 3001     |                             | 200 03     |
| Assos-Lechaio      | 3002     | Perigiali                   | 200 11     |
| Corinth            | 3006     |                             | 201 00     |
| Evrostini          | 3005     | Derveni                     | 200 09     |
| Feneos             | 3015     | Gkoura                      | 200 14     |
| Loutraki-Perachora | 3007     | Loutraki                    | 203 00     |
| Nemea              | 3008     |                             | 205 00     |
| Saronikos          | 3010     | Athikia                     | 200 05     |
| Sikyona            | 3011     | Kiato                       | 202 00     |
| Solygeia           | 3012     | Sofiko                      | 200 04     |
| Stymfalia          | 3013     | Kalianoi                    | 200 16     |
| Tenea              | 3014     | Chiliomodi                  | 200 08     |
| Velo               | 3003     |                             | 200 02     |
| Vocha              | 3004     | Zevgolateio                 | 200 01     |
| Xylokastro         | 3009     |                             | 204 00     |